# Jean-Pierre de Batz
Pour les articles homonymes, voir Batz.
Jean-Pierre, « baron » de Batz, né le 26 janvier 1754 à Tartas, dans les Landes, mort le 10 janvier 1822 au château de Chadieu, est un financier, député à l’Assemblée constituante et contre-révolutionnaire français. Sa vie, ses actions au service de Louis XVI et en particulier sa tentative supposée de faire évader le roi sur le chemin de l’échafaud, ont inspiré plusieurs romanciers populaires, notamment la baronne Orczy (Eldorado, 1913), Rafael Sabatini (Scaramouche, 1921) et plus récemment Juliette Benzoni (série Le Jeu de l'amour et de la mort, 1999-2000).

## Origines obscures
L’origine comme la date de naissance du baron de Batz, encore plus célèbre dans la littérature romanesque que dans l’histoire, a longtemps constitué une énigme qui a ajouté à sa légende. Il est issu d’une famille bourgeoise qui possédait des biens nobles à Gouts et à Bégaar sur la rive droite de la Midouze, « au grand et au petit Armanthieu », et ses représentants étaient qualifiés seigneurs ou co-seigneurs (non-nobles)[pas clair].
Bertrand, père du baron, était fils posthume de Jean-François de Batz, « seigneur d’Armanthieu et de Dême, chevalier, conseiller du roi, lieutenant criminel en la Sénéchaussée de Tartas », qui habita le village de Gouts en 1715 après avoir épousé Quitterie de Chambre en 1713. Qualifié écuyer, seigneur d’Armanthieu – il signait « Batz-Armanthieu » –, il fut avocat au Parlement en 1744, vécut et mourut à Gouts le 17 frimaire an X. Le 26 avril 1752, il avait épousé Jeanne-Marie-Catherine de Laboge, dame de la baronnie de Sémimian, née en 1730 à Laubarède. Le couple eut une fille, morte en bas âge, et deux fils, dont l’aîné Jean-Pierre, futur « baron de Batz », né à Tartas le 26 janvier 1754.
Malgré l’opposition du généalogiste Chérin, Jean-Pierre de Batz voulut faire valider sa généalogie comme noble en prétendant que la famille de sa mère descendait d’une branche des vicomtes de Lomagne, famille éteinte dans les mâles. Une commission à laquelle participa Jean-Jacques Duval d'Eprémesnil qui en a gardé trace dans ses papiers personnels appuya ces prétentions qui furent reçues en 1780, malgré Chérin.
Bien qu’il se présentât en 1787 comme « très haut et très puissant seigneur Jean, baron de Batz-Lomagne, des vicomtés de Lomagne et d’Auvillard », le baron de Batz appartenait à une famille de parlementaires qui ne se rattachait pas aux Batz-Lomagne. Il avait bien présenté de faux titres censés provenir de sa mère à la commission chargée d’établir sa filiation.
Ce constat trouve un écho dans la légende accompagnant la gravure d’un portrait de profil à la sanguine de J.-P. de Batz d’après Louis-Roland Trinquesse, et réalisée en 1775 : « Ami de tous les arts, il vole à leur rencontre, sa naissance il la cacha et son âme la montre ».

## Agitateur et spéculateur
On ignore presque tout de sa jeunesse mais le jeune homme bénéficia d’une éducation soignée qui lui permit de faire valoir son goût et ses talents pour le commerce et la haute finance, le menant aux grandes spéculations boursières sous Louis XVI.
Breveté baron de Sainte-Croix par Louis XVI, le 29 décembre 1776, il fut admis au régiment du Royal infanterie, où son supérieur le chevalier de Coigny, écrivit, le 10 octobre 1776 : « Je ne l’ai jamais vu au Corps, et Monseigneur m’avait donné ordre de le mettre en prison s’il y venait ». Des passeports indiquent qu’il était blondin, yeux bleus, « assez gentil de figure » et de petite taille (cinq pieds). Courtisan, diplomate, il était introduit dans la maison du marquis de Brancas et se fit des relations avec des gens de la cour, la marquise de Brancas, le ministre dit des lettres de cachet, le baron de Breteuil, que Batz rencontra avant 1780. Devenu le chargé d’affaires du baron de Breteuil mais agissant aussi pour son compte personnel, il investit dans la Compagnie des Indes, et fut partie prenante dans la grande spéculation orchestrée par l’abbé d’Espagnac et d’autres financiers avec l’aval du contrôleur général Calonne.
Batz retira de substantiels bénéfices de cette opération. Il réinvestit ses fonds en rachetant des bâtiments du quartier de la Comédie italienne appartenant à la succession du duc de Choiseul. Ces placements lui permirent d’investir dans des compagnies financières existantes mais surtout de créer la première Compagnie royale d’assurances sur la vie (10 juin 1788), à laquelle il associa son ami le financier suisse Étienne Clavière.
Batz s’était enrichi en cinq ans, ce qui l’amena à racheter les seigneuries de Sainte-Croix et Carcarès, domaines de son pays d’origine, où il fit édifier le château de Goutz dont les travaux n’étaient pas terminés en 1792 et restaurer la bâtisse féodale de Sainte-Croix. Grâce à son anoblissement, il avait pu intégrer le Régiment des Dragons de la reine puis recevoir du comte de Latour d’Auvergne des lettres de provision de Sénéchal d’Épée du duché d’Albret en remplacement de feu le marquis de Pons. Il obtint aussi un brevet de lieutenant de vaisseau par le comte de Chalais. Il avait aussi acquis divers domaines en Île-de-France – dont la seigneurie de Gérouville dépendante de celle de Crosne –, et l’ermitage de Bagnolet. Il obtient à Madrid un brevet de colonel de cavalerie.
En 1788, il devient correspondant de la noblesse du duché d'Albret, avant de se faire élire député de la noblesse de Nérac aux États généraux.

## Membre du comité de liquidation de la Constituante
Sous la Constituante, il fut d’abord nommé membre du comité des rapports en octobre 1789 il fut adjoint le 28 mai 1790 au comité de liquidation, créé en janvier et dont le rôle était d’entamer la vérification des dettes et arriérés souscrites par la monarchie à l’égard de tiers. Il s’agissait d’évaluer au cas par cas les charges vénales à liquider et de proposer au remboursement par le Trésor celles qui mériteraient d’être retenues.
Il apparaît que plusieurs liquidations de créances frauduleuses sont passées, grâce à Batz. Il couvrit des opérations de spéculation sur des créances appartenant à des personnes qui étaient prêtes à vendre leurs créances aux amis de Batz, ensuite de quoi ces derniers se les faisaient rembourser avantageusement. Toutes ces opérations furent décrétées par l’assemblée. Le 25 juin 1790, il prétendit que la dette publique s’élevait à sept milliards, beaucoup de ses contradicteurs étaient dans l’incapacité de fournir des contre arguments. Batz se servait lui-même (obtention d’une « indemnité pour l’aliénation d’un droit de péage de son domaine de Sainte-Croix » le 21 juillet 1791, etc.) et en servant ceux à qui il était redevable d’une protection intéressée, c’est-à-dire, principalement, le baron de Breteuil, sa fille la duchesse de Matignon, et la duchesse de Brancas Villars, qui bénéficièrent en 1791 de remboursements substantiels.

## Agent royaliste
Dans le même temps, le baron de Batz était devenu l’un des conseillers occultes de Louis XVI, chargé d’organiser le financement de la politique parallèle et secrète mise en œuvre au château des Tuileries sous Montmorin, laquelle était destinée à défendre la cause monarchique, et qui se poursuivit au moins jusqu’au 10 août 1792. Cette politique, qui a été partiellement étudiée, avait plusieurs finalités. Le principal objectif auquel s’intéressa tout particulièrement le financier Batz fut la recherche de fonds privés qui s’ajouteraient à ceux de la liste civile et permettraient la mise en œuvre de plusieurs actions. Il avança à Louis XVI, pour son propre compte, une somme dépassant les 500 000 livres.
Ces actions étaient de trois ordres : la mise en place d’une diplomatie parallèle à celle, officielle, du ministère (ou département) des affaires étrangères ; la seconde action visait à acheter diverses personnalités, notamment des journalistes et des écrivains, mais surtout les personnalités les plus populaires dans les clubs, dont l’influence et les services rendus pouvaient être monnayés ; la dernière action devait consister à acheter des suffrages ou des consciences parlementaires.
Enrichi par la spéculation financière où il excellait, Batz fut en mesure de consentir des avances à la caisse noire des Tuileries sur laquelle veillaient l’intendant de la Liste civile, Arnault de Laporte, le banquier de cour Joseph Duruey et Maximilien Radix de Sainte-Foix. Radix, qui avait été exilé sous l’Ancien Régime était revenu de Londres à Paris avec l’intention de soutenir la monarchie parlementaire telle qu’elle avait été mise en place sous la Constituante. La spécialité du baron de Batz fut moins la diplomatie que les questions financières rapportées à la politique intérieure. Ses connaissances et son audace inquièteront au plus haut point les Conventionnels de 1793, tel Robespierre, peu versés en matière de finance.
Le meilleur allié de Batz fut le ministre des finances de la Convention, Étienne Clavière qui fut son principal collaborateur et ami dans divers projets financiers qu’ils avaient développé sous l’Ancien Régime. C’est sous couvert de missions dont le chargeait Étienne Clavière qu’il effectua plusieurs voyages à l’étranger entre mars 1792 et janvier 1793.

### Tentative d'évasion de Louis XVI et fuite

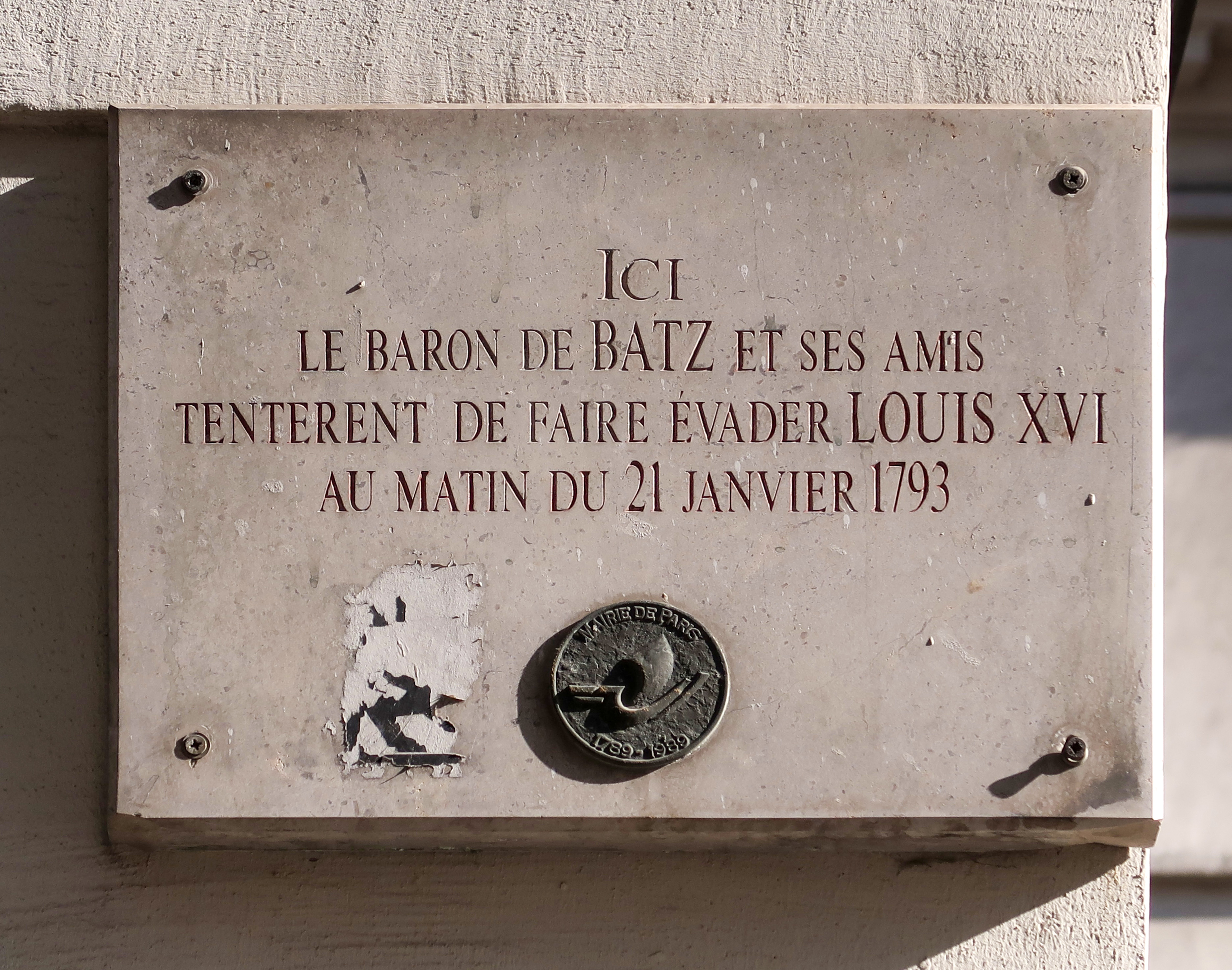
Plaque (1989) au 52 rue Beauregard (2e arr.), rappelant la tentative d'évasion.

Revenu à Paris en janvier 1793, le baron de Batz tenta de faire évader Louis XVI sur le chemin de l’échafaud. Cette histoire est née d’une dénonciation de Châtelet agent du Tribunal révolutionnaire, qu’aurait confirmée Pierre Devaux, secrétaire de Batz. Arrachée de force par la police politique de prairial an II, cette dénonciation validée par Devaux a été utilisée par Élie Lacoste dans son rapport publié sur la conspiration de l’étranger. Reprise par le comte d’Allonville qui était friand d’anecdotes secrètes, puis par l’auteur des Mémoires de l’abbé Edgeworth et d’autres auteurs de la Restauration. Or le doute provient du fait qu’il n’existe plus de documents d’archives tels que rapports de police, procès-verbaux d’interrogatoire ou ordres d’écrou datés du mois de janvier 1793 laissant penser que Batz, entouré de gentilshommes à sa dévotion, aurait cherché à soulever la foule et à enlever Louis XVI dans le quartier de Bonne-Nouvelle. On sait cependant que plusieurs royalistes furent tués peu avant le passage du cortège qui menait le roi au supplice. Batz parvint à s'échapper.

### Retour à Paris
Depuis son retour d’Angleterre, Batz qui redoutait d’être considéré comme un émigré rentré, était demeuré dans une semi-clandestinité jusqu’à ce qu’il puisse obtenir un certificat de non émigration qui lui fut délivré au mois de juin 1793. Il ne logeait plus rue de Ménars chez ses amis Griois mais rue Helvétius chez le citoyen Roussel, puis il logea chez le citoyen Cortey, rue de la Loi. Mais il est certain qu’il résida souvent dans la propriété de Charonne qu’il avait vendue fictivement à sa maîtresse Marie de Grandmaison.

## Accusations de conspirations
Après la découverte, fin octobre 1793, d’une tentative d’escroquerie de quatre députés dans la liquidation de l’affaire de la liquidation de la compagnie des Indes, le Comité de salut public et le Comité de sûreté générale, entraînés par Barère de Vieuzac, avaient désigné Batz comme étant le chef de ce complot visant à avilir les institutions républicaines.
Selon une déclaration faite plus tard en prison par le député François Chabot, à la demande du Comité de sûreté générale, le baron de Batz avait, tout le printemps 1793, fréquenté aussi bien des meneurs de la Commune de Paris que des conventionnels comme Chabot lui-même, Claude Basire, Julien de Toulouse ou Delaunay d’Angers qui appartenaient tous les quatre au Comité de sûreté générale, et de qui il obtint des services rémunérés pour lui ou pour ses amis. Chabot qui avait été pris la main dans le sac dans l’affaire de friponnerie de la Compagnie des Indes à laquelle Batz n’eut aucune part, a aussi affirmé que celui-ci avait eu des entretiens avec des banquiers suisses et allemands, notamment les banquiers autrichiens Junius Frey et son frère Emmanuel, le Bruxellois Proly, l’Espagnol Guzman, le Portugais Pereira.
Chabot affirma, le 26 frimaire an II à Maximilien de Robespierre qu’il avait été approché par la ci-devant marquise de Janson, une dame royaliste, revenue de Suisse pour préserver sa fortune, et qui avait réussi à se faire « désémigrer ». Elle aurait, dit Chabot, demandé à Batz de lui avancer un million pour acheter des complicités et pouvoir prendre la place de Marie-Antoinette à la Conciergerie. Le dispositif destiné à donner une réalité au complot de Batz ou de l’étranger fondé sur les dénonciations produites à partir de décembre 1793 par Chabot puis, fut repris par Dossonville et le repris de justice Armand et Louis-François de Ferrières-Sauvebeuf, tous les deux dénonciateurs en sursis. Ce complot dit « de Batz » fut un complot chimérique. Cette opération politico-policière permit des mois durant, de concentrer l’attention des Jacobins sur les prétendus dangers que Batz et ses complices faisaient courir à la Convention, dans le but de la dissoudre.
Son nom est ainsi apparu dans l’affaire des Hébertistes, le 14 mars 1794, puis à nouveau, le 5 avril suivant, Danton, Camille Desmoulins, Philippeaux furent jugées et exécutées avec les députés compromis dans le prolongement judiciaire de l’affaire de la Compagnie des Indes dont on accusait le baron de Batz d’être l’instigateur principal, depuis les déclarations signées par Chabot et Basire qui avaient été officiellement mis en cause par Amar dans son rapport sur la falsification du décret de liquidation de la Compagnie des Indes. C’est Batz, disait-on, qui avait soudoyé Chabot, Basire, Delaunay d’Angers et Fabre d'Églantine, c’est lui encore qui les avait mis en rapport avec des marchands d’argent dont l’abbé d’Espagnac, Andres Maria de Guzman et les Frey.
D’après son passeport, Batz devait se rendre au Havre où il retrouva ses amis d’Eprémesnil dans leur propriété où il passa une partie de l’été. C’est là probablement que se noua son idylle avec Mademoiselle Thilorier. Grâce à Lullier, président du directoire du département, il avait réussi à se faire donner les papiers nécessaires (certificats de non émigration) à l’obtention d’un passeport en règle, et il était au moment du départ à la date bien précise du 8 juillet 1793. Les dossiers de police de la Révolution au Consulat (alors que son dossier était encore en cours de traitement) confirment qu’il a constamment voyagé en province et en Suisse entre l’été 1793 et la fin de ventôse an III. Les visas divers apposés sur son passeport ont été apposés par diverses municipalités et prouvent que Batz ne se cachait pas à Paris au moment de l’affaire de la liquidation de la Compagnie des Indes. Le baron de Batz, qui était loin de Paris, apprit ainsi que ses intimes et la plupart de ses relations avaient été arrêtés, Pour donner vraisemblance à un complot imaginaire dont Batz serait le centre, il fallait recueillir un certain nombre de dénonciations qui serviraient à bâtir un acte d’accusation. Jean-Baptiste Dossonville se chargea du montage policier de cette affaire.
Pour les royalistes, le baron de Batz est longtemps apparu comme une réincarnation de d’Artagnan et son personnage fantasmé a inspiré Alexandre Dumas pour Le Chevalier de Maison-Rouge, qui emprunte autant à Batz qu’à Rougeville. Et cela malgré les dénégations de Batz qui a inlassablement répété être demeuré étranger à cette affaire. En fait, ses conspirations se sont limitées à un certain savoir-faire en matière financière au temps de la Constituante et de la Législative.

## Après la Terreur
Revenu en France en l’an III, Batz fut mêlé à l’insurrection royaliste du 13 vendémiaire an IV (25 octobre 1795). Arrêté, emprisonné, il dut son salut à la présence d'esprit de Mademoiselle Thilorier, sa future épouse, et de la ci-devant marquise de Janson, qui enlevèrent ses papiers avant la pose des scellés à son domicile.
Après le coup d'État du 18 fructidor an V, il se réfugia en Auvergne, où il avait acheté un château. Découvert, il fut arrêté, mais s’évada lors de son transfert vers Lyon et passa en Suisse.
Revenu à Paris sous le Consulat, il obtint, grâce à Regnaud de Saint-Jean d'Angély, d’être radié de la liste des émigrés. Il voyagea à l'époque de la paix d'Amiens et ne participa pas aux conspirations royalistes contre Bonaparte. En 1808, il s'agrégea à la famille de Michel Regnaud de Saint-Jean d'Angély et de Michelle de Bonneuil, ses amis de toujours, en épousant Mademoiselle Augustine-Michelle – dite Désirée – Thilorier, fille cadette du premier mariage de Mme d'Eprémesnil guillotinée avec son mari en 1794. Il abandonna toute activité politique pour s’occuper de son domaine de Chadieu, en Auvergne.
Sous la Restauration, il obtint le grade de maréchal de camp et la croix de Saint-Louis pour ses services, ainsi que le commandement militaire du Cantal, qui fut supprimé après les Cent-Jours. Retiré dans son domaine de Chadieu, il y meurt le 10 janvier 1822. Sa belle-sœur, Mme Legras de Bercagny qui vivait chez lui y mourut à son tour. La baronne de Batz mourut à Paris sous le second Empire.

## Représentations littéraires
- Jean de Batz est le héros d’une série de romans de Juliette Benzoni, le Jeu de l'amour et de la mort.
- Il apparaît aussi dans "Scaramouche the Kingmaker" de Rafael Sabatini et dans "El Dorado - Further Adventures of the Scarlet Pimpernel", d’Emmuska Orczy.
- Il est le héros de La Révolution fracassée. La justice du baron de Batz de Paul Belaiche-Daninos.
- Le baron de Batz, 1792-1795, par G. Lenotre, publié en 1896.